# Geraint Owen
Geraint Owen (Gowerton, 22 november 1966 - Morriston, 11 juli 2009) was een Welsh acteur en politicus.
Owen speelde van 1991 tot 1996 mee in de Welshe soap Pobol y Cwm. Owen was ook gemeenteraadslid voor Plaid Cymru en nam deel aan de verkiezingen voor het kiesdistrict Neath, waar hij bij de parlementsverkiezingen van 2005 verloor van Peter Hain. Hij was een oudere broer van tv-presentator Rhodri Owen. Owen stierf in juli 2009 aan een beroerte.
- Library of Congress Control Number: no2016131749
- Virtual International Authority File: 3889147665820060670005